# Eleutherodactylus eneidae
El coquí de Eneida (Eleutherodactylus eneidae), una especie de anfibio de la familia Eleutherodactylidae, se encontraba en las tierras altas del interior de Puerto Rico (El Yunque, Cordillera Central, Bosque de Toro Negro, Bosque de Luquillo, Villalba, Barranquitas, Adjuntas, Utuado, Maricao y Aguas Buenas), entre los 400 y 1000 ms.n.m.
Caracterizado por verrugas en el dorso y en los párpados, aunque el vientre es liso. Dorso generalmente castaño grisáceo o verdoso, aunque también con una tonalidad amarillenta obscura o clara en el tercio posterior de sus flancos. Líneas claras en forma de paréntesis invertidos. Los machos miden en promedio 22,8 mm y las hembras 25,6 mm.
Esta especie fue colectada por última vez en 1984 y escuchada por última vez en 2008 en el Bosque de Toro Negro y en el Yunque. Se presume que está desaparecida, probablemente extinto.